# Coupe d'Europe FIBA
La Coupe d'Europe FIBA (FIBA Europe Cup) est une compétition annuelle de basket-ball masculin créée en 2015. Elle est organisée par la FIBA Europe. Bien qu'il n'y ait pas de rang entre les ligues privées fermés (EuroLigue et l'EuroCoupe) et celle de la Fédération internationale de basket-ball, elle est considérée comme la quatrième compétition interclubs en importance dans la hiérarchie des coupes d'Europe. Elle est la seconde ligue de la Ligue des champions de basket-ball.

## Histoire
Le 3 août 2015, la FIBA Europe annonce la création d'une nouvelle compétition européenne de clubs en vue de concurrencer l'Eurocoupe, organisée par l'ULEB. Cette nouvelle compétition remplace l'EuroChallenge.

## Format de la compétition
Lors de la saison régulière, les équipes sont réparties dans des groupes de quatre. Les deux premiers de chaque groupe, ainsi que les meilleurs troisièmes, sont qualifiés pour le Top 32. Les équipes sont alors de nouveau réparties dans des groupes de quatre. Les 16 équipes qualifiées disputent ensuite une phase éliminatoire, conclue par un Final Four lors de la première édition. La seconde édition de la compétition propose un tableau de play-offs réunissant toujours 16 équipes, mais à la suite d'un tirage intégral, qui s'affrontent sur des rencontres aller-retour, demi-finales et finale incluses. La sixième édition en 2021 renoue avec le format en final four.

## Palmarès
| Année | Hôte du Final Four | | Finale | Finale | Finale | | Troisième place / Demi-finalistes                                                                                            | Troisième place / Demi-finalistes                                                                                            | Troisième place / Demi-finalistes                                                                                            |
| Année | Hôte du Final Four | Champion | Score | Finaliste | Troisième | Score | Quatrième | | |
| ----- | --- | --- | --- | --- | --- | --- | --- | --- | --- |
| 2016  | Chalon-sur-Saône | Francfort Skyliners | 66 – 62 | Pallacanestro Varèse | Élan sportif chalonnais | 103 – 72 | BK Ienisseï Krasnoïarsk | | |
| 2017  | Match aller-retour | Nanterre 92 | 140 – 137 (58-58*, 82*-79)                                                                                                   | Élan sportif chalonnais | Telekom Baskets Bonn 0 et 0 BC Telenet Oostende Pas de match pour la troisième place                                         | Telekom Baskets Bonn 0 et 0 BC Telenet Oostende Pas de match pour la troisième place                                         | Telekom Baskets Bonn 0 et 0 BC Telenet Oostende Pas de match pour la troisième place                                         | | |
| 2018  | Match aller-retour | Reyer Maschile Venezia | 158 – 148 (77-69*, 81*-79)                                                                                                   | Sidigas Avellino | Bakken Bears 0 et 0 Donar Groningen Pas de match pour la troisième place                                                     | Bakken Bears 0 et 0 Donar Groningen Pas de match pour la troisième place                                                     | Bakken Bears 0 et 0 Donar Groningen Pas de match pour la troisième place                                                     | | |
| 2019  | Match aller-retour | Dinamo Basket Sassari | 170 – 163 (89*-84, 81-79*)                                                                                                   | S.Oliver Würzbourg | Hapoël Holon 0 et 0 Pallacanestro Varèse Pas de match pour la troisième place                                                | Hapoël Holon 0 et 0 Pallacanestro Varèse Pas de match pour la troisième place                                                | Hapoël Holon 0 et 0 Pallacanestro Varèse Pas de match pour la troisième place                                                | | |
| 2020  | Suspendue au stade des demi-finales à la suite de la pandémie de Covid-19, aucun titre n'a été décerné lors de cette édition | Suspendue au stade des demi-finales à la suite de la pandémie de Covid-19, aucun titre n'a été décerné lors de cette édition | Suspendue au stade des demi-finales à la suite de la pandémie de Covid-19, aucun titre n'a été décerné lors de cette édition | Suspendue au stade des demi-finales à la suite de la pandémie de Covid-19, aucun titre n'a été décerné lors de cette édition | Suspendue au stade des demi-finales à la suite de la pandémie de Covid-19, aucun titre n'a été décerné lors de cette édition | Suspendue au stade des demi-finales à la suite de la pandémie de Covid-19, aucun titre n'a été décerné lors de cette édition | Suspendue au stade des demi-finales à la suite de la pandémie de Covid-19, aucun titre n'a été décerné lors de cette édition | Suspendue au stade des demi-finales à la suite de la pandémie de Covid-19, aucun titre n'a été décerné lors de cette édition | Suspendue au stade des demi-finales à la suite de la pandémie de Covid-19, aucun titre n'a été décerné lors de cette édition |
| 2021  | Tel Aviv-Jaffa | | Ironi Ness Ziona | 82 – 74 | Arged BM Slam Stal Ostrów | | CSM Oradea | 85 – 76 | Parma Basket |
| 2022  | Match aller-retour | Bahçeşehir Koleji SK | 162 – 143 (72-69*, 90*-74)                                                                                                   | Unahotels Reggio Emilia | Bakken Bears 0 et 0 ZZ Leiden Pas de match pour la troisième place                                                           | Bakken Bears 0 et 0 ZZ Leiden Pas de match pour la troisième place                                                           | Bakken Bears 0 et 0 ZZ Leiden Pas de match pour la troisième place                                                           | | |
| 2023  | Match aller-retour | KK Włocławek | 161 – 155 (81*-77, 80-78*)                                                                                                   | Cholet Basket | BC Kalev 0 et 0 Kauhajoki Karhu Pas de match pour la troisième place                                                         | BC Kalev 0 et 0 Kauhajoki Karhu Pas de match pour la troisième place                                                         | BC Kalev 0 et 0 Kauhajoki Karhu Pas de match pour la troisième place                                                         | | |
| 2024  | Match aller-retour | Niners Chemnitz | 180 – 179 (85*-74, 95-105*ap)                                                                                                | Bahçeşehir Koleji SK | Surne Bilbao Basket 0 et 0 Pallacanestro Varèse Pas de match pour la troisième place                                         | Surne Bilbao Basket 0 et 0 Pallacanestro Varèse Pas de match pour la troisième place                                         | Surne Bilbao Basket 0 et 0 Pallacanestro Varèse Pas de match pour la troisième place                                         | | |
| 2025  | Match aller-retour | | Bilbao Basket | 154 – 149 (72*-65, 82-84*)                                                                                                   | PAOK Salonique | | Cholet Basket 0 et 0 JDA Dijon Pas de match pour la troisième place                                                          | Cholet Basket 0 et 0 JDA Dijon Pas de match pour la troisième place                                                          | Cholet Basket 0 et 0 JDA Dijon Pas de match pour la troisième place                                                          |

* indique l'équipe évoluant à domicile lors des finales jouées sur une série de deux matchs ou plus.

## Bilan par club et par pays
| Rang | Club                      | Médaille d'or, Europe | Médaille d'argent, Europe | Médaille de bronze, Europe | Total |
| ---- | ------------------------- | --------------------- | ------------------------- | -------------------------- | ----- |
| 1    | Bahçeşehir Koleji SK      | 1                     | 1                         | 0                          | 2     |
| 2    | Francfort Skyliners       | 1                     | 0                         | 0                          | 1     |
| 2    | Nanterre 92               | 1                     | 0                         | 0                          | 1     |
| 2    | Reyer Maschile Venezia    | 1                     | 0                         | 0                          | 1     |
| 2    | Dinamo Basket Sassari     | 1                     | 0                         | 0                          | 1     |
| 2    | Ironi Ness Ziona          | 1                     | 0                         | 0                          | 1     |
| 2    | KK Włocławek              | 1                     | 0                         | 0                          | 1     |
| 2    | Niners Chemnitz           | 1                     | 0                         | 0                          | 1     |
| 2    | Bilbao Basket             | 1                     | 0                         | 0                          | 1     |
| 10   | Élan sportif chalonnais   | 0                     | 1                         | 1                          | 2     |
| 11   | Pallacanestro Varese      | 0                     | 1                         | 0                          | 1     |
| 11   | Sidigas Avellino          | 0                     | 1                         | 0                          | 1     |
| 11   | S.Oliver Würzbourg        | 0                     | 1                         | 0                          | 1     |
| 11   | Arged BM Slam Stal Ostrów | 0                     | 1                         | 0                          | 1     |
| 11   | Unahotels Reggio Emilia   | 0                     | 1                         | 0                          | 1     |
| 11   | Cholet Basket             | 0                     | 1                         | 0                          | 1     |
| 11   | PAOK Salonique            | 0                     | 1                         | 0                          | 1     |
| 18   | CSM Oradea                | 0                     | 0                         | 1                          | 1     |

| Rang | Pays      | Médaille d'or, Europe | Médaille d'argent, Europe | Médaille de bronze, Europe | Total |
| ---- | --------- | --------------------- | ------------------------- | -------------------------- | ----- |
| 1    | Italie    | 2                     | 3                         | 0                          | 5     |
| 2    | Allemagne | 2                     | 1                         | 0                          | 3     |
| 3    | France    | 1                     | 2                         | 1                          | 4     |
| 4    | Pologne   | 1                     | 1                         | 0                          | 2     |
| 4    | Turquie   | 1                     | 1                         | 0                          | 2     |
| 6    | Israël    | 1                     | 0                         | 0                          | 1     |
| 7    | Espagne   | 1                     | 0                         | 0                          | 1     |
| 8    | Grèce     | 0                     | 1                         | 0                          | 1     |
| 9    | Roumanie  | 0                     | 0                         | 1                          | 1     |

## MVP duFinal Four
| Année | Joueur            | Club                |
| ----- | ----------------- | ------------------- |
| 2016  | Quantez Robertson | Francfort Skyliners |
| 2021  | Wayne Selden Jr.  | Ironi Ness Ziona    |